# Massaker von Amritsar

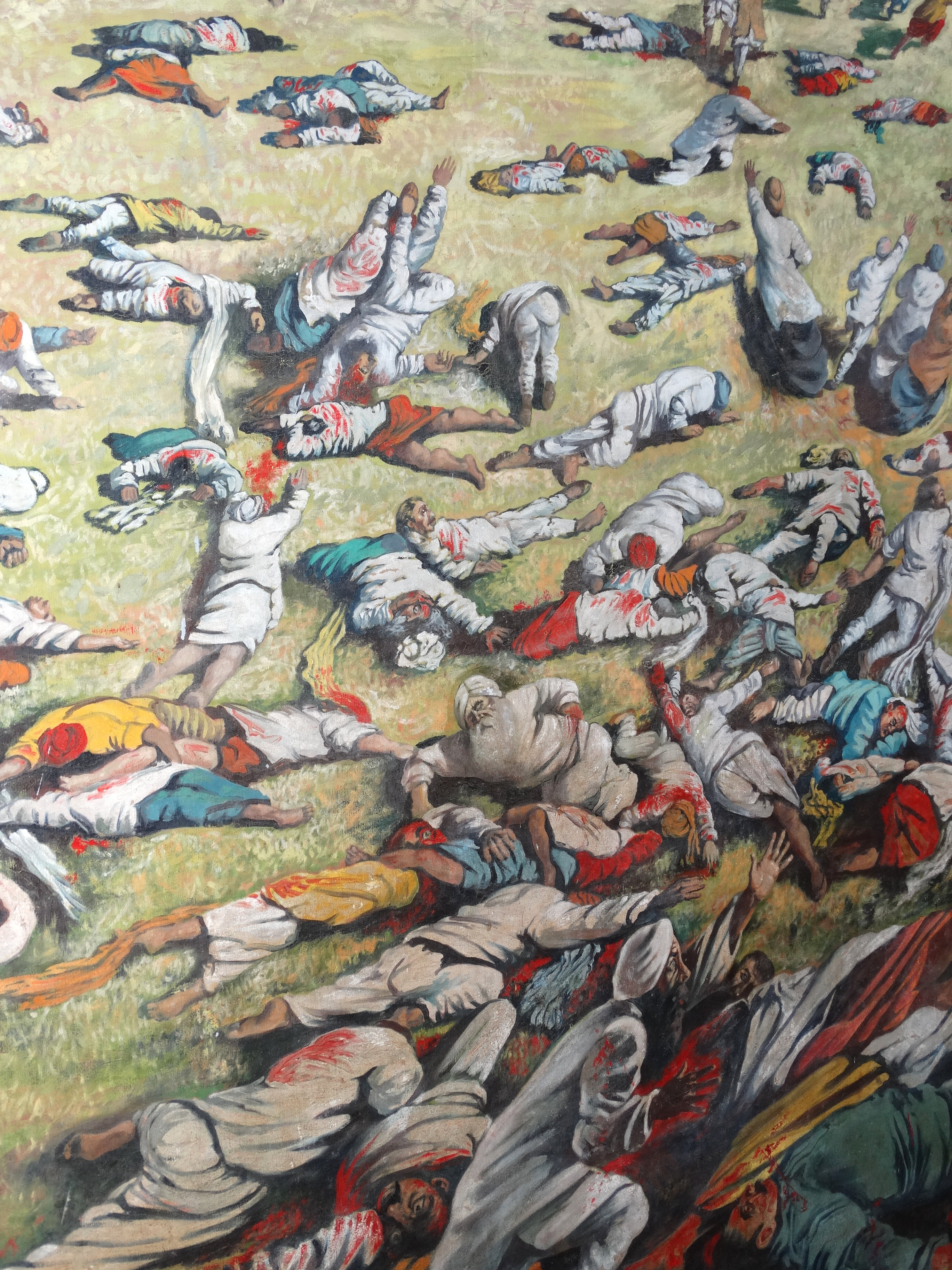
Ausschnitt aus einer bemalten Wand in Amritsar über das Massaker

Das Massaker von Amritsar, seltener auch Jallianwala-Bagh-Massaker, wurde am 13. April 1919 in der nordindischen Stadt Amritsar von britischen Soldaten und Gurkhas an unbewaffneten, zivilen Sikhs, Muslimen und Hindus verübt, die gegen die Inhaftierung von zwei nationalindischen Führungspersönlichkeiten protestierten. Die Getöteten und Verwundeten waren Männer, Frauen und Kinder gleichermaßen.

## Vorgeschichte

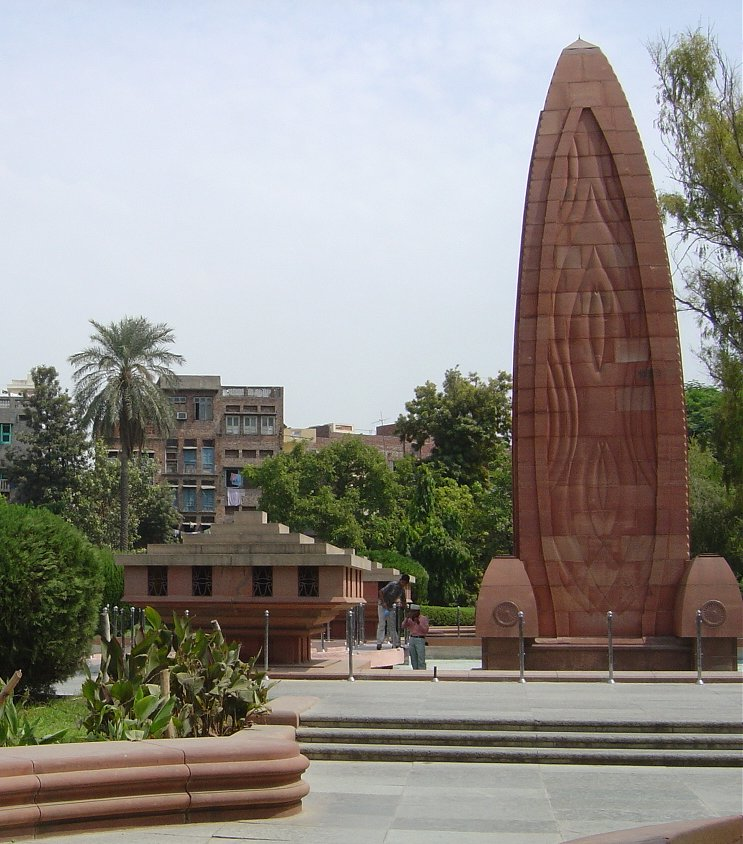
Denkmal in Erinnerung an das Massaker von Amritsar

Indien war im Jahre 1919 Schauplatz von durch den Indischen Nationalkongress im ganzen Land initiierten Massendemonstrationen. Aus indischer Sicht waren mehrere soziale und politische Faktoren als Ärgernis einzustufen: der Rowlatt Act, der die Verhaftung von als terroristisch eingestuften Personen erlaubte, die schlechte Behandlung indischer Veteranen nach deren nicht unwesentlichem Einsatz vor allem im Nahen Osten im Ersten Weltkrieg sowie die Verhaftung der lokalen Anführer der indischen Nationalbewegung in Amritsar, Saifuddin Kitchlew und Satyapal.
Innerhalb der Bewegung sorgten vor allem Klassenunterschiede für unterschiedliche Vorstellungen und Konflikte über die politischen Ziele. Während diejenigen der Kongresspartei, die aus der gebildeten Bevölkerungsschicht stammten, den gewaltlosen Weg der Satyagraha (Seelenkraft) von Mohandas Gandhi unterstützten, war dies bei der Mehrheit der Protestierenden nicht der Fall. Am ersten Tag der Märsche, dem 6. April, fand ein Hartal statt.
Eine zunächst friedliche Demonstration artete bald in gewalttätige Handlungen aus, bei der einige Europäer zu Tode kamen. Unter anderem wurde die Missionarin Marcella Sherwood zusammengeschlagen und schwer verletzt. Durch Hilfeleistung anderer Inder überlebte sie den Angriff. Insbesondere durch diesen Vorfall schlug die britische öffentliche Meinung zugunsten eines harten Durchgreifens in Indien um. In Reaktion auf die Brandanschläge auf britisch-indische Behörden, Banken und Privateigentümer verhängte der damalige Gouverneur des Punjab, Sir Michael O’Dwyer, das Kriegsrecht. Brigadegeneral Reginald Dyer aus dem benachbarten Kanton Jullundur übernahm die Kontrolle über die Stadt. Die Anweisung, die er von O’Dwyer erhalten hatte, lautete:
„Es werden keine Prozessionen oder Menschenaufläufe erlaubt. Alle Versammlungen sind zu beschießen.“

## Das Massaker

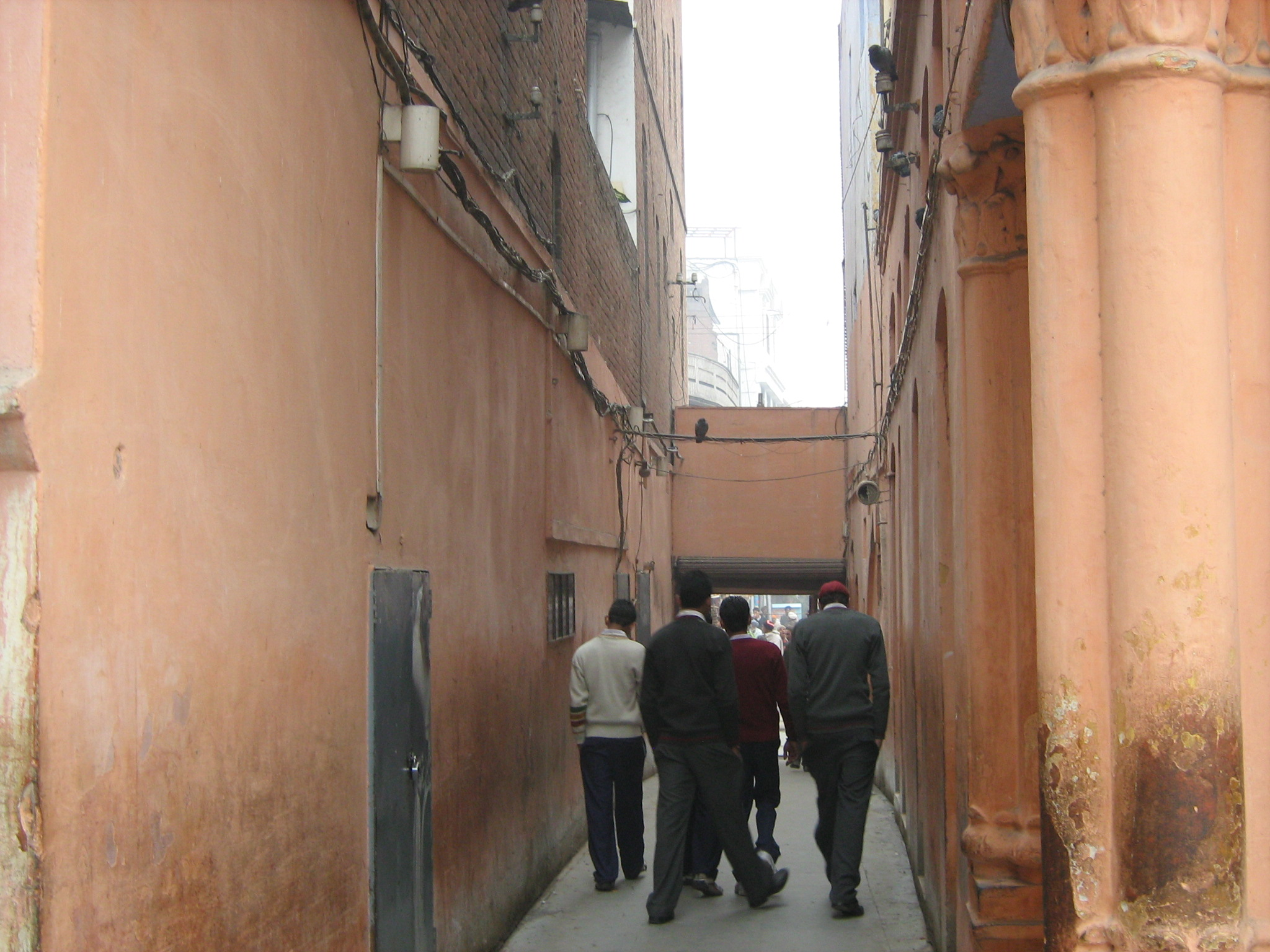
Enger Durchgang zum Park

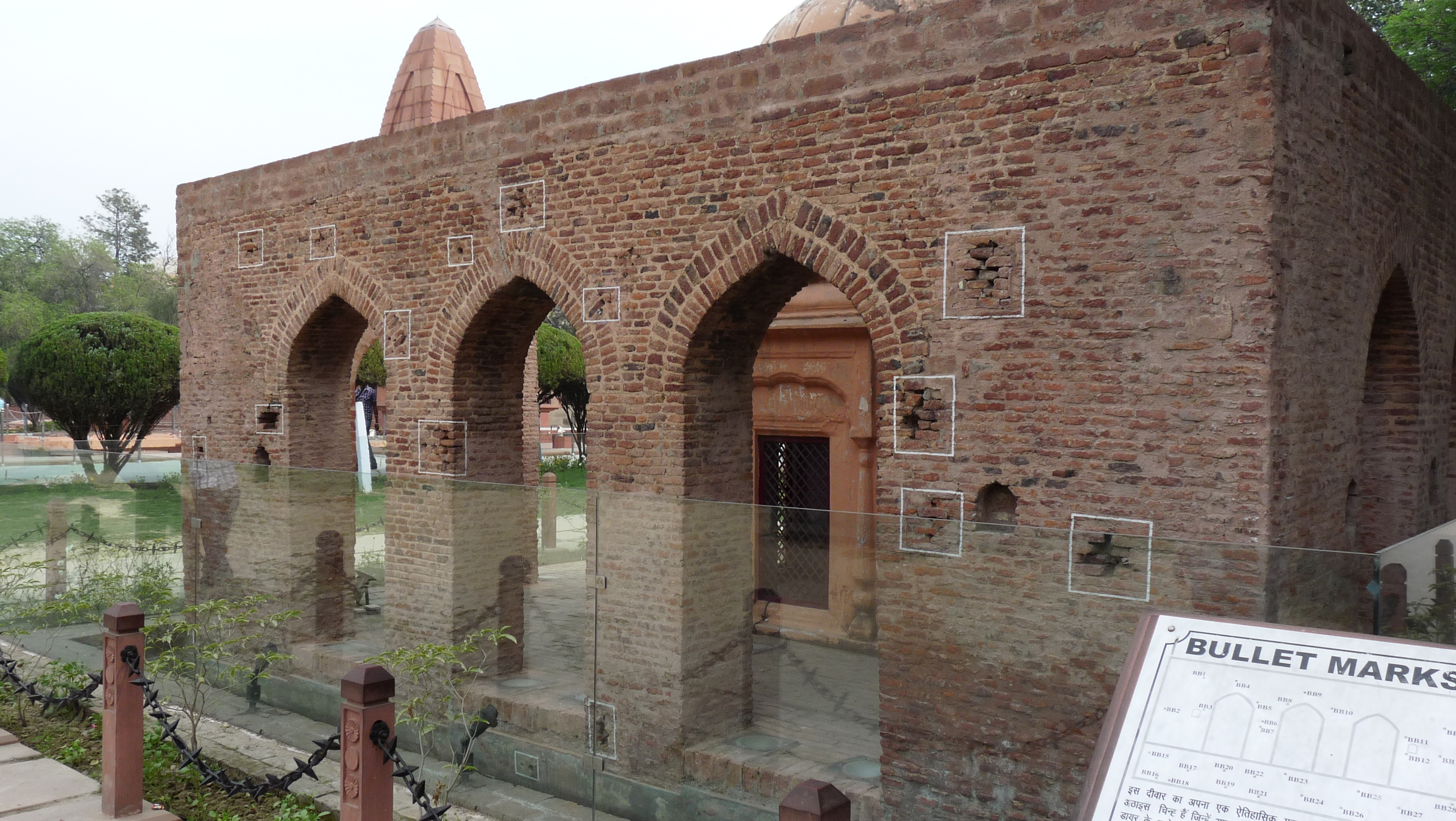
Einschusslöcher an einer erhaltenen Mauer

Das Massaker fand in einem von Mauern umgebenen Park, dem Jallianwala Bagh, statt. Es existierten fünf enge Zugänge zu dem Gelände, von denen nur vier geöffnet waren. General Reginald Dyer führte eine Truppe von 50 mit Gewehren bewaffneten Gurkhas und Sikh-Soldaten und einen Panzerwagen mit einem Maschinengewehr zu diesem Park. Da der Panzerwagen nicht durch das Tor gelangen konnte, wurde dieser nicht eingesetzt. Am Nachmittag versammelten sich auf dem Gelände des Jallianwala Bagh rund 15.000 bis 20.000 Menschen, die zu zwei Dritteln aus Amritsar stammten. Nur ein Teil der Menschen war hier, um Reden rund um den Protest gegen den Rowlatt Act zu hören.
Dyer ließ nach dem Erreichen des Parks sofort ohne Warnung auf die versammelten Menschen schießen. 1.650 Schuss wurden abgegeben. Die britischen Truppen verließen den Park, ohne die Getöteten zu zählen oder sich um Verletzte zu kümmern. Nach offiziellen Angaben wurden 379 der gewaltlosen Demonstranten getötet und 1200 verletzt. Die Debatte um die tatsächliche Zahl der Opfer ist bis heute nicht abgeschlossen.
Zurück im Hauptquartier behauptete Dyer gegenüber seinen Vorgesetzten, er habe sich mit einer „revolutionären Armee“ konfrontiert gesehen und deswegen sei dem Punjab „eine Lektion in Moral“ zu erteilen gewesen. Die Schüsse hätten somit nicht mehr nur den Zweck erfüllt, das Verbot politischer Versammlungen durchzusetzen, sondern sollte ein Exempel statuieren. Dyer erklärte später: „Jeder Mann, der aus dem Jallianwala Bagh entkommen war, war ein Bote, der verkündete, dass Recht und Ordnung in Amritsar wiederhergestellt wurden.“

## Nach dem Massaker

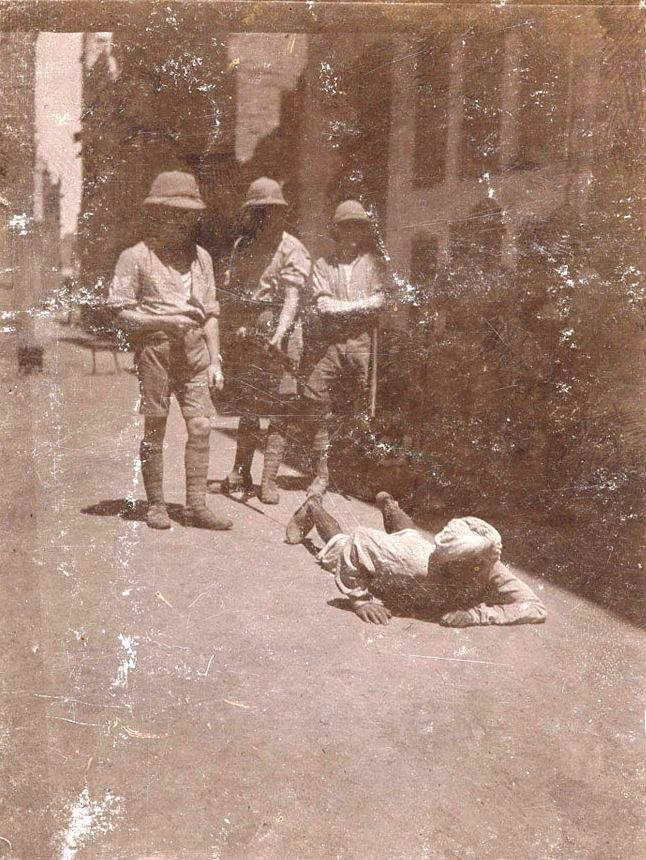
Ein Inder wird von britischen Soldaten gezwungen, durch die Straße zu kriechen, in der Marcella Sherwood angegriffen worden war.

Die durch die Briten nach dem Massaker verhängten Ausgangssperren erschwerten den Verletzten den Zugang zu ärztlicher Versorgung, wodurch die Zahl der Toten weiter stieg. Am 15. April wurde in Amritsar das Kriegsrecht verhängt und die damit gerechtfertigten Maßnahmen sollten der weiteren Einschüchterung der Bevölkerung dienen. Inder mussten in der Folge Europäer in der Öffentlichkeit respektvoll grüßen und wurden, wenn sie zu langsam oder falsch grüßten gezwungen, das Grüßen stundenlang zu üben. Trotz Berichten über Missbrauch durch Polizeibeamte, über Folter und sexuelle Misshandlungen, wurde dieser nicht verfolgt. Stattdessen wurde die Bevölkerung Amritsars für die Übergriffe verantwortlich gemacht. Zur „Erziehung“ der Bevölkerung erließ Dyer wenige Tage nach dem Massaker die Anordnung, dass indische Männer den Ort des Angriffs auf Marcella Sherwood nur kriechend passieren durften, um zu erkennen, dass „eine britische Frau so heilig ist wie ein Hindu-Gott“. Die Soldaten, die die Anordnung unter starker Gewaltanwendung umsetzten, urinierten in den örtlichen Brunnen und Hauseingänge. Dyer ließ außerdem Inder öffentlich auspeitschen. Dyer hatte aufgrund seines Postens als Kommandeur von Jullub nur vorübergehend den Rang des Brigadegenerals inne. Um den dem Vorfall folgenden Protesten zu begegnen, wurde er in den inaktiven Status versetzt. Mangels Kommando wurde er zum Oberst zurückgestuft. Der damalige Oberbefehlshaber stufte Dyer für weitere Beförderungen als nicht geeignet ein.

## Reaktionen
Winston Churchill verurteilte das Ereignis folgendermaßen:

„Der Vorfall in Jallian Wala Bagh war ein außergewöhnliches Ereignis, ein monströses Ereignis, ein Ereignis, das in einzigartiger und unheilvoller Art und Weise für sich selbst steht.“

Das Massaker wurde weltweit verurteilt, fand allerdings auch Zuspruch in konservativen Kreisen. General Dyer wurde vor den Hunter-Untersuchungsausschuss, der 1920 zur Untersuchung des Massakers auf Anordnung des Staatssekretärs für Indien Edwin Montagu gegründet worden war, zitiert. Dort sagte er aus:

„Ich halte es für durchaus möglich, dass ich die Versammlung hätte auflösen können, ohne zu schießen. Wahrscheinlich wären sie dann zurückgekehrt und hätten mich ausgelacht und ich war nicht bereit, mich dazu zu machen, was ich als ‚lächerlich‘ einstufe.“

Dyer bestätigte auch, dass er das Maschinengewehr hätte einsetzen lassen, wenn das Fahrzeug bis auf die Anlage hätte vordringen können. Er habe auch nicht angeordnet, das Feuer einzustellen, als die Versammlung begann, sich aufzulösen, da er dies als kontraproduktiv erachtet habe und es daher als seine Pflicht angesehen habe, weiterschießen zu lassen. Dyer gab außerdem zu, den Verletzten keine Hilfe zukommen gelassen zu haben, da dies nicht seine Aufgabe sei und die Krankenhäuser ja geöffnet gewesen seien. Zur Zeit seiner Befragung befand er sich in einem schlechten gesundheitlichen Zustand. Dies führte zusammen mit den Vorwürfen und seiner Aussage dazu, dass ihm die Pensionierung nahegelegt wurde. Hohe britische Offiziere hingegen begrüßten die Niederschlagung einer weiteren „indischen Meuterei“. Das britische Oberhaus stellte Dyer eine ausdrückliche Empfehlung aus und die Konservative Partei zeichnete ihn mit einem edelsteinbehangenen Kreuz aus, auf dem die Inschrift „Retter des Punjab“ zu lesen war. Die Morning Post sammelte 26.000 £ zur Unterstützung Dyers.

Für einige britische Beobachter war Dyer ein Held, der in Amritsar für Recht und Ordnung gesorgt habe. Die Schriftstellerin Maud Diver schrieb: 

„Organisierte Revolte ist nur für das letzte Argument zugänglich – Gewalt. An diesem Punkt hilft ausschließlich beherztes Eingreifen und die zwingende Macht des Kriegsrechts… In Amritsar ist bereits eingegriffen worden… Die ernüchternde Wirkung hat weite Kreise gezogen und tausenden Angehörigen beider Rassen das Leben erleichtert.“

In Indien provozierte das Massaker kollektiven Zorn auf die Besatzer. Es beflügelte die indische Unabhängigkeitsbewegung im Punjab und ebnete im Laufe des Jahres 1920 der Kampagne der Nichtkooperation Mohandas Gandhis als Massenbewegung des zivilen Ungehorsams sowie der gesamten indischen Unabhängigkeitsbewegung den Weg. Der Nobelpreisträger Rabindranath Tagore legte aus Protest seinen durch den Ritterschlag erlangten Adelstitel ab.

Am 13. März 1940 erschoss der Sikh Udham Singh in London den damaligen Gouverneur des Punjab, Michael O’Dwyer. Singh erklärte während des Verfahrens gegen ihn: 

„Er war es. Er war der wirkliche Schuldige. Er wollte den Geist meines Volkes zerstören und deswegen habe ich ihn zerstört.“

 Singh wurde für die Tat hingerichtet.
Im Oktober 1997 legte Königin Elizabeth II. einen Kranz am Ort des Massakers nieder. Am Tag zuvor hatte sie beim Staatsbankett das Massaker angesprochen. Eine förmliche Entschuldigung hat bisher weder ein Vertreter der Monarchie, noch ein britischer Premierminister abgegeben.

## Aufarbeitung
- Das Ereignis wurde 1982 in Richard Attenboroughs Film Gandhi mit Edward Fox in der Rolle von General Dyer dargestellt.
- In den Hindi-Filmen Rang De Basanti – Die Farbe Safran und Phillauri sowie der Amazon-Prime-Produktion Sardar Udham[6] wird das Massaker ebenfalls thematisiert.